# Phlius
Phlius (Oudgrieks: Φλειοῦς, Phleious) was een Griekse stad in het noordwesten van Argolis (nu in het moderne Korinthe, in de buurt van Nemea) op de Peloponnesos. Het zou zijn genoemd naar de Griekse held Phlias, en heette voorheen Araethyrea (uitspr: / ˌærəˈθɪriə /; Άραιθυρεα, Araithurea).
Ondanks zijn ligging dicht bij Argos, werd de stad een Spartaanse bondgenoot en een lid van de Peloponnesische Bond.
Net als vele andere steden in het Oude Griekenland viel Phlius in civiele strijd tussen een democratische en een oligarchische factie tijdens de 4e eeuw v.Chr. In eerste instantie kreeg de democratische factie de macht en verbande ze haar tegenstanders, maar in 380 v.Chr. belegerde een Spartaans leger onder Agesilaüs II de stad gedurende ongeveer twintig maanden, wat de bewoners van Phlius uiteindelijk dwong te capituleren en een oligarchische regering te aanvaarden.
Phlius was de woonplaats van de toneelschrijver Pratinas en Plato's vrouwelijke student Axiothea van Phlius.